# Lennie James
Lennie Michael James (Nottingham, 11 de outubro de 1965) é um ator, roteirista e dramaturgo britânico. Ele é mais conhecido por interpretar Morgan Jones na série The Walking Dead, da AMC, e em seu spin-off Fear the Walking Dead, além de ter estrelado como o detetive Tony Gates na primeira temporada da série Line of Duty.
Entre os papéis mais notáveis de James na televisão está o de Glen Boyle no drama médico Critical, exibido pela Sky One. Na televisão americana, ele interpretou o enigmático Robert Hawkins na série Jericho, da CBS, e o detetive Joe Geddes em Low Winter Sun, da AMC.
James também criou e estrelou a série dramática Save Me, do canal Sky Atlantic, lançada em 2018 e aclamada pela crítica. Sua segunda temporada, intitulada Save Me Too, venceu o BAFTA TV Award de Melhor Série Dramática em 2021.

## Vida pessoal
Lennie nasceu em Nottingham, Nottinghamshire. Seus pais eram imigrantes de Trinidad e Tobago. Lennie morou em South London e estudou no Ernest Bevin College. Sua mãe, Phyllis Mary James, morreu quando Lennie tinha apenas 10 anos, então ele e seu irmão, Kester James, preferiram morar em um abrigo de menores na Inglaterra a ter que ir para os Estados Unidos morar com parentes, onde Lennie ficou por oito anos. A perda de sua mãe foi um evento devastador na vida de Lennie e do irmão. Segundo Lennie:
| “ | Me abalou profundamente. Éramos apenas nós três, meu irmão, minha mãe e eu. Tudo mudou e mudou para pior quando isso aconteceu. Teve um profundo e fundamental efeito em mim. Minha tristeza é de nunca tê-la conhecido melhor. | ” |

Lennie James vive em Los Angeles, Califórnia com sua esposa de longa data Giselle Glasman. O casal tem três filhos, Romy (nascido em 1990) e as gêmeas Celine e Georgia (nascidas em 1994). Lennie gosta de cozinhar para a família, especialmente comida caribenha. É torcedor do Tottenham Hotspur Football Club.

## Carreira
Lennie quis ser jogador profissional de rugby quando tinha 10 anos, mas se interessou pelos palcos ao acompanhar uma garota que paquerava em um teste, o que o levou a estudar posteriormente na Guildhall School of Music and Drama, se formando em 1988.
Um dos seus papéis mais recentes foi o personagem Robert Hawkins na série de televisão Jericho.
Em 2010, Lennie participou do episódio piloto de The Walking Dead, chamado Days Gone Bye. Fez outras participações na mesma série em 2013 e em 2014 ele retornou em uma cena pós-créditos no começo e no meio eda quinta temporada. Mesmo com participações pontuais, sua atuação é sempre bastante elogiada. Lennie retornou para a sexta temporada como personagem fixo do elenco.

## Filmografia

### Filme
| Ano  | Título                          | Papel                          | Notas |
| ---- | ------------------------------- | ------------------------------ | ----- |
| 1995 | Fathers, Sons and Unholy Ghosts | Martin                         | Curta |
| 1997 | The Perfect Blue                | Danny                          |       |
| 1998 | Perdidos no Espaço              | Jeb Walker                     |       |
| 1998 | Les Misérables                  | Enjolras                       |       |
| 1998 | Among Giants                    | Shovel                         |       |
| 1999 | Elephant Juice                  | Graham                         |       |
| 2000 | The Announcement                | Richard                        |       |
| 2000 | O Senhor dos Milagres           | Tribune                        | Voz   |
| 2000 | Snatch - Porcos e Diamantes     | Sol                            |       |
| 2001 | Um Golpe de Sorte               | Rudy "Rud" Guscott             |       |
| 2001 | The Martins                     | Comissário de polícia Alex     |       |
| 2002 | 24 Hour Party People            | Alan Erasmus                   |       |
| 2003 | Without You                     | James                          | Curta |
| 2004 | Frances Tuesday                 | Trent                          |       |
| 2005 | Sahara                          | Brigadeiro-General Zateb Kazim |       |
| 2007 | Outlaw                          | Cedric Munroe                  |       |
| 2010 | Mob Rules                       | C-Note                         |       |
| 2010 | The Next Three Days             | Tenente Nabulsi                |       |
| 2011 | Colombiana                      | Special Agent James Ross       |       |
| 2012 | Lockout                         | Harry Shaw                     |       |
| 2014 | Swelter                         | Bishop                         |       |
| 2014 | Get on Up                       | Joseph "Joe" James             |       |
| 2017 | Blade Runner 2049               |                                |       |
| 2024 | Mufasa: O Rei Leão              | Obasi                          | Voz   |

### Televisão
| Year                  | Title                 | Role               | Notes                                                                               |
| --------------------- | --------------------- | ------------------ | ----------------------------------------------------------------------------------- |
| 1988                  | Screenplay            |                    | Roteirista Episódio: "Between the Craks"                                            |
| 1990                  | The Bill              |                    | Roteirista Episódio: "Burnside Knew My Father"                                      |
| 1991                  | The Orchid House      | Baptist            | 3 episódios                                                                         |
| 1992                  | Civvies               | Cliff Morgan       | 6 episódios                                                                         |
| 1993                  | Comics                | Delroy Smith       | Filme para televisão                                                                |
| 1994                  | A Touch of Frost      | DC Carl Tanner     | Episódio: "A Minority of One"                                                       |
| 1994                  | Love Hurts            | Steve              | Episódio: "Parent Trap"                                                             |
| 1995-1996             | Out of the Blue       | DC Bruce Hannaford | 12 episódios                                                                        |
| 1998                  | Cold Feet             | Kris Bumstead      | 3 episódios                                                                         |
| 1998                  | Undercover Heart      | Matt Lomas         | 5 episódios                                                                         |
| 1999                  | Shockers: Deja Vu     | Mark               | Filme para televisão                                                                |
| 2000                  | Storm Damage          | Bonaface           | Filme para televisão; roteirista                                                    |
| 2003                  | Buried                | Lee Kingley        | 8 episódios                                                                         |
| 2004                  | Family Business       | Roy Tobelem        | Episódio: "#1.1"                                                                    |
| 2004                  | Stealing Lives        | Narrator           | Filme para televisão                                                                |
| 2005                  | ShakespeaRe-Told      | Oberon             | Episódio: "A Midsummer Night's Dream"                                               |
| 2005                  | Born with Two Mothers | Errol Bridges      | Filme para televisão                                                                |
| 2006-2008             | Jericho               | Robert Hawkins     | 29 episódios                                                                        |
| 2006                  | Spooks                | David Newman       | Episódio: "Agenda"                                                                  |
| 2006                  | The State Within      | Luke Gardner       | 4 episódios                                                                         |
| 2006                  | The Family Man        | Paul Jessop        | Filme para televisão                                                                |
| 2008                  | Fallout               | DS Joe Stephens    | Filme para televisão                                                                |
| 2009                  | Lie to Me             | Terry "Tel" Marsh  | Episódio: "Grievous Bodily Harm"                                                    |
| 2009                  | Three Rivers          | Dr. Maguire        | Episódio: "Alone Together"                                                          |
| 2009                  | The Prisoner          | 147                | 6 episódios                                                                         |
| 2009                  | U.S. Attorney         | Eric King          | Piloto                                                                              |
| 2010                  | Human Target          | Baptiste           | 3 episódios                                                                         |
| 2010-2011             | Hung                  | Charlie            | 14 episódios                                                                        |
| 2010, 2012, 2014-2018 | The Walking Dead      | Morgan Jones       | Convidado(temporadas 1, 3, 9 voz) Recorrente(temporada 5) Regular(temporadas 6-7-8) |
| 2012                  | Line of Duty          | DCI Tony Gates     | 5 episódios                                                                         |
| 2013                  | Low Winter Sun        | Joe Geddes         | 10 episódios                                                                        |
| 2013                  | Run                   | Richard            | 2 episódios                                                                         |
| 2015                  | Critical              | Glen Boyle         | 13 episódios                                                                        |
| 2018 - 2023           | Fear The Walking Dead | Morgan Jones       | Regular (temporadas 4 - presente)                                                   |

### Video games
| Ano           | Título  | Papel      | Notas |
| ------------- | ------- | ---------- | ----- |
| 2014-presente | Destiny | Lord Shaxx | Voz   |

## Teatro
| Ano  | Título                    | Papel      |
| ---- | ------------------------- | ---------- |
| 2004 | The Sons of Charlie Paora | Roteirista |